# Der Corregidor
Der Corregidor er en opera af Hugo Wolf til en libretto af Rosa Mayreder. Operaen fik premiere i Mannheim den 7. juni 1896.